# نبیل باهویی
نبیل باهویی (تلفظ سوئدی: [naˈbɪl: bahʊˈi:]; عربی: نبيل بهوي؛ زادهٔ ۵ فوریهٔ ۱۹۹۱) بازیکن فوتبال اهل سوئد است که در پست مهاجم بازی می‌کند.

## دوران باشگاهی
در ۸ نوامبر ۲۰۱۲، آگاهی‌رسانی گردید که باهویی قراردادی ۳٫۵ ساله با ای‌آی‌کی امضا کرده است. او نخست شماره ۱۴ را برگزید. با این حال، به‌دلیل توافق با لالاوله آتاکورا، هافبک هم‌تیمی، که در آن زمان شماره ۱۱ را بر تن می‌کرد، از ۱۴ به ۱۱ تغییر داد. در سال ۲۰۲۳ با قراردادی به باشگاه پرسپولیس ایران پیوست. در ۸ بازی تنها ۱ گل زد و در ۱۷ فوریه ۲۰۲۴ قراردادش را با مدرک پزشکی باشگاه فسخ کرد. جذب او توسط پرسپولیس به دلیل بیماری احتمالی که توسط برخی کرونا و برخی سرماخوردگی اعلام شد، توسط برخی رسانه‌ها نقد شد.

## دوران ملی
در ۲۶ اوت ۲۰۱۴، نبیل در تیم ملی سوئد برای انجام یک بازی دوستانه مقابل استونی انتخاب شد و همچنین زمانی که سوئد در مسابقات مقدماتی قهرمانی اروپا ۲۰۱۶ در برابر اتریش بازی کرد، در این تیم حضور داشت.

## آمار ملی

### بازی‌های ملی
| سوئد  | سوئد | سوئد | سوئد   |
| سال   | بازی | گل   | پاس گل |
| ----- | ---- | ---- | ------ |
| ۲۰۱۴  | ۶    | ۰    | ۲      |
| ۲۰۱۵  | ۲    | ۰    | ۰      |
| مجموع | ۸    | ۰    | ۲      |

## زندگی شخصی
پدر و مادر باهویی در مراکش به دنیا آمدند. باهویی با نام مستعار به سبک سوئدی «Nabbe» شناخته می‌شود. در آوریل ۲۰۲۰، او در جام آنلاین FIFA 20 Stay and Play شرکت کرد که در آن به نیمه نهایی رسید و به برنده نهایی، محمد دارامی باخت. او نمایندگان پی‌اس‌وی آیندهوون، منچستر سیتی و المپیک لیون را شکست داد و ۱۲ گل به ثمر رساند و ۵ گل دریافت کرد.

## افتخارات
- لیگ برتر فوتبال سوئد: ۲۰۱۸